# Currys
Currys – brytyjskie przedsiębiorstwo zajmujące się sprzedażą detaliczną artykułów RTV i AGD, komputerów, oprogramowania oraz sprzętu fotograficznego, należące do grupy Dixons Retail. Siedziba przedsiębiorstwa znajduje się w Hemel Hempstead, w hrabstwie Hertfordshire, w Anglii.
Początki przedsiębiorstwa sięgają 1884 roku, kiedy to Henry Curry rozpoczął w szopie w swoim ogrodzie w Leicester produkcję rowerów. Cztery lata później Curry otworzył swój pierwszy sklep. W 1897 roku założył firmę H Curry & Sons sprzedającą obok rowerów, zabawki, radia oraz gramofony. W latach 60. XX wieku przedsiębiorstwo zakończyło produkcję i sprzedaż rowerów, skupiając się na sprzedaży artykułów elektronicznych. W 1984 roku Currys zostało wykupione przez przedsiębiorstwo Dixons Retail, do którego obecnie należy.
Sieć sklepów Currys liczy 505 obiektów na terenie Wielkiej Brytanii (w tym 190 sklepów Currys.digital przejętych w 2006 roku od siostrzanej spółki Dixons) oraz 9 sklepów w Irlandii.